# Stanislav Florián
Stanislav Florián (* 12. listopadu 1932) byl český a československý pedagog a politik, po sametové revoluci poslanec Sněmovny lidu Federálního shromáždění za HSD-SMS.

## Biografie
Působil jako první ředitel Střední průmyslové školy oděvní pro sluchově postiženou mládež v Brně. Ta byla v Brně založena v roce 1988.
Ve volbách roku 1990 kandidoval za HSD-SMS do Sněmovny lidu (volební obvod Jihomoravský kraj). Mandát nabyl až dodatečně jako náhradník v listopadu 1991 poté, co rezignoval poslanec Bohuslav Peka. Hnutí HSD-SMS mezitím na jaře 1991 prošlo rozkolem, po němž se poslanecký klub rozpadl na dvě samostatné skupiny. Florián nastoupil do klubu Hnutí za samosprávnou demokracii - Společnost pro Moravu a Slezsko 2. Ve Federálním shromáždění setrval do voleb roku 1992.